# Justicia subalternans
Justicia subalternans är en akantusväxtart som beskrevs av C. B. Cl.. Justicia subalternans ingår i släktet Justicia och familjen akantusväxter. Inga underarter finns listade i Catalogue of Life.